# Свети Мартин (Бузет)
Свети Мартин (итал. San Martino Pinguentino) је насељено место у Истарској жупанији, Република Хрватска. Административно је у саставу Града Бузета.

## Становништво
На попису становништва 2011. године, Свети Мартин је имао 1.011 становника.
Према попису становништва из 2001. године у насељу Свети Мартин живело је 798 становника који су живели у 224 породична домаћинства.
Кретање броја становника по пописима 1857—2001.
| година пописа  | 1857. | 1869. | 1880. | 1890. | 1900. | 1910. | 1921. | 1931. | 1948. | 1953. | 1961. | 1971. | 1981. | 1991. | 2001. |
| бр. становника | 406   | 440   | 374   | 393   | 458   | 489   | 0     | 0     | 343   | 316   | 279   | 289   | 297   | 593   | 798   |

Напомена:У 1869. исказано под именом Св. Мартин, од 1880. до 1910. и од 1948. до 1961. под именом Св. Мартин при Бузету, а у 1971. и 1981. под именом Мартин при Бузету. У 1921. и 1931. подаци су садржани у насељу Бузет. У 1857. и 1869. садржи податке за насеља Крбавчићи и Почекаји.

## Попис1991.
На попису становништва 1991. године, насељено место Свети Мартин је имало 593 становника, следећег националног састава:
| Попис 1991.‍  | Попис 1991.‍  | Попис 1991.‍ | Попис 1991.‍ | Попис 1991.‍ |
| ------------ | ------------ | ----------- | ----------- | ----------- |
|              |              |             |             |             |
| Хрвати       | Хрвати       |             | 353         | 59,52%      |
| Словенци     | Словенци     |             | 15          | 2,52%       |
| Муслимани    | Муслимани    |             | 9           | 1,51%       |
| Италијани    | Италијани    |             | 2           | 0,33%       |
| Југословени  | Југословени  |             | 2           | 0,33%       |
| Срби         | Срби         |             | 1           | 0,16%       |
| неопредељени | неопредељени |             | 18          | 3,03%       |
| регион. опр. | регион. опр. |             | 190         | 32,04%      |
| непознато    | непознато    |             | 3           | 0,50%       |
| укупно: 593  |              |             |             |             |